# ザ・ルーシー・ショー
『ザ・ルーシー・ショー』（The Lucy Show）は、1962年から1968年にかけてアメリカのCBSで放映されたテレビ番組である。コネチカット州ダンフィールドに住む2人の息子を持つ寡婦ルーシーと、彼女が部屋を貸している友人のヴィヴィアンとその息子シャーマンたちを中心にした物語を描く。

## 日本語版
日本では『ルーシー・ショー』のタイトルで、1963年5月4日から1966年10月1日まで4シリーズにわたってTBS系列で放映された。三共（現：第一三共／第一三共ヘルスケア）の一社提供だが、土曜20時枠時代は複数社提供。
CSスーパーチャンネルで、1990年代と2001年7月から2003年にかけて、（途中一時中断も含めて）放送されていた。Yahoo!動画で、2007年7月から2008年1月までの間、日本語吹き替え版の30話が配信された。

## 登場人物

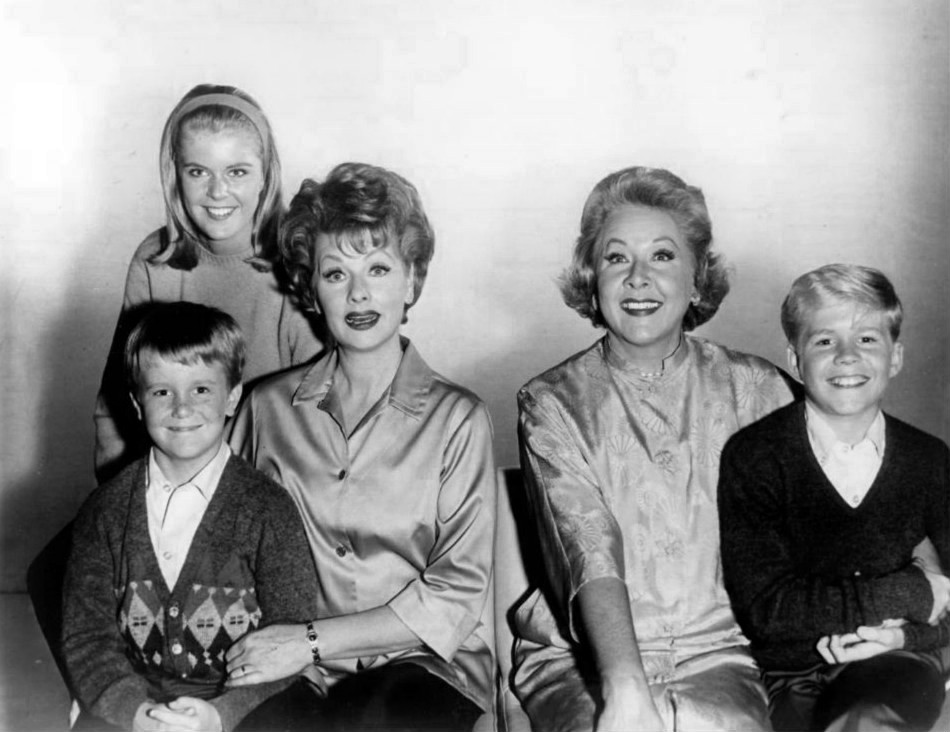
『ザ・ルーシー・ショー』の第1シーズン・第2シーズンのメインキャスト。ジミー・ギャレット（左端手前）、キャンディ・ムーア（左奥）、ルシル・ボール（左から2番目）、ヴィヴィアン・バンス（左から3番目）、ラルフ・ハート（右）

ルーシー・カーマイケル
演：ルシル・ボール / 吹き替え：高橋和枝、新録版：雨蘭咲木子
本作の主人公で寡婦。ダンフィールドでヴィヴィアンと同居していたが、カリフォルニアに引っ越してからはムーニーの秘書として銀行で働くようになる。いつも何かあればとんでもない行動をするトラブルメーカーで、ムーニーを度々困らせている。
クリス
演：キャンディ・ムーア / 吹き替え：池田昌子
ルーシーの娘
ジェリー
演：ジミー・ギャレット / 吹き替え：清水マリ
ルーシーの息子
ヴィヴィアン
演：ヴィヴィアン・ヴァンス / 吹き替え：林洋子
ルーシーの友人。夫とは離婚し、シャーマンを連れてルーシーから部屋を借りている（番組前半のレギュラー）。
シャーマン
演：ラルフ・ハート / 吹き替え：大山のぶ代
ヴィヴィアンの息子。
メリージェーン
演：メリージェーン・クロフト / 吹き替え：不明、新録版：沢田敏子
ルーシーの友達。かなりさっぱりした、自己中心的な性格。
伯爵夫人
演：アン・サザーン
昔はお金持ちで、今は貧乏な気位の高い伯爵夫人（番組後期のレギュラー）。
セオドア・J・ムーニー
演：ゲイル・ゴードン / 吹き替え：笠間雪雄（初代）内海賢二（二代目）、新録版：広瀬正志
ルーシーを秘書として雇っている銀行の副頭取（ルーシーとは名コンビを演じた）。何かとトラブルを起こすルーシーに困り果てており、怒りっぽいが、実は恐妻家。

### ゲスト
- ジャック・キャシディ
- メイジェル・バレット
- ジョーン・クロフォード
- ジョン・ウェイン

## 新録版サブタイトル
| #      | サブタイトル                 | 原題                                                      |
| ------ | ---------------------------- | --------------------------------------------------------- |
| 第1話  | ルーシーこそクレオパトラ     | Lucy Plays Cleopatra                                      |
| 第2話  | ワンヒット・ツー・エラー     | Lucy And Viv Play Softball                                |
| 第3話  | あなた好きなら私好き         | Lucy Goes Duck Hunting                                    |
| 第4話  | マカロニ食べましょう         | Lucy Gets Locked In The Vault                             |
| 第5話  | 顔にチョコレートがいっぱい   | Lucy And The Safe Cracker                                 |
| 第6話  | ここ掘れビビアン             | Lucy And The Bank Scandal                                 |
| 第7話  | シンフォニーを指揮する気分   | Lucy Conducts The Symphony                                |
| 第8話  | 夢で話しましょう             | The Loophole In The Lease                                 |
| 第9話  | 女性消防団奮戦               | Lucy Puts Out A Fire At The Bank                          |
| 第10話 | そびえる銅像はわが母校       | Lucy's College Reunion                                    |
| 第11話 | ゴルフって大好き             | Lucy Takes Up Golf                                        |
| 第12話 | モナ・ルーシーの微笑         | Lucy Goes To Art Class                                    |
| 第13話 | うるさいナイチンゲール       | Lucy Plays Florence Nightengale                           |
| 第14話 | レストラン本日開店           | Lucy And Viv Open A Restaurant                            |
| 第15話 | 銀行のトースターはいかが     | Lucy Gets A Job At The Bank                               |
| 第16話 | デイトは億万長者と           | Lucy Meets A Millionaire                                  |
| 第17話 | ルーシーはペリーメイスン     | Lucy Is Her Own Lawyer                                    |
| 第18話 | スキーは好きよ               | Lucy And Winter Sports                                    |
| 第19話 | 株主はいい気分               | Lucy The Stockholder                                      |
| 第20話 | カメラにはカメラを           | Lucy And The Beauty Doctor                                |
| 第21話 | 求む邸宅                     | Lucy And The Old Mansion                                  |
| 第22話 | マリンランドで大奮斗         | Lucy At Marineland                                        |
| 第23話 | 変なデート                   | Lucy And The Golden Greek                                 |
| 第24話 | ハッピーバースデー           | Lucy And Joan                                             |
| 第25話 | インスタント スタントマン    | Lucy The Stunt Man                                        |
| 第26話 | 若さでいこう                 | Lucy In The Music World                                   |
| 第27話 | アパート貸します             | Lucy Helps The Countess                                   |
| 第28話 | 眠れる美男                   | Lucy And The Sleeping Beauty                              |
| 第29話 | めちゃくちゃでショー         | Lucy Helps Danny Thomas                                   |
| 第30話 | お馬を買いましょう           | Lucy And The Countess Have A Horse Guest                  |
| 第31話 | スパイをつかまえろ           | Lucy The Underover Agent                                  |
| 第32話 | ルーシーついに海賊となる     | Lucy And The Return Of Iron Man                           |
| 第33話 | サービス過剰でソンをする     | Lucy Helps Milton Berle                                   |
| 第34話 | バーゲンセールは大騒ぎ       | Lucy Bags A Bargain                                       |
| 第35話 | 牛小屋の人気者               | Lucy Discovers Wayne Newton                               |
| 第36話 | 沈黙はお金                   | Lucy & Art Linkletter                                     |
| 第37話 | 雨あめ降れ降れ               | Lucy, The Rain Goddess                                    |
| 第38話 | ルーシーのチャップリン       | Lucy Meets Mickey Looney                                  |
| 第39話 | 私のスターを消さないで       | Lucy And The Soap Opera                                   |
| 第40話 | ルーシーのハリウッド騒動     | Lucy Goes To A Hollywood Premiere                         |
| 第41話 | ディーンマーチンとデイト     | Lucy Dates Dean Martin                                    |
| 第42話 | 愛しちゃったのよ             | Lucy And Bob Crane                                        |
| 第43話 | ルーシー ロボットになる      | Lucy The Robot                                            |
| 第44話 | 恋人はデッカイ奴             | Lucy & Clint Walker                                       |
| 第45話 | 銀行ギャングをやっつけろ     | Lucy The Gun Moll                                         |
| 第46話 | ルーシーのスーパーウーマン   | Lucy The Superwoman                                       |
| 第47話 | 楽しいクリスマス             | Lucy The Choirmaster                                      |
| 第48話 | 一万ドルよりムーニーさん     | Lucy & George Burns                                       |
| 第49話 | チリもつもれば…              | Lucy, The Bean Queen                                      |
| 第50話 | 指輪がとれないの             | Lucy & The Ring A Ding Ding                               |
| 第51話 | 同居人を求む                 | Lucy Gets A Roommate                                      |
| 第52話 | ステキなバケーション         | Lucy & Carol In Palm Springs                              |
| 第53話 | ルーシー潜水艦にのる         | Lucy & The Submarine                                      |
| 第54話 | ルーシーと腹話術             | Lucy & Paul Winchell                                      |
| 第55話 | 飛んだ飛んだ！               | Lucy Goes To London                                       |
| 第56話 | ステキな新兵さん             | Lucy Gets Caught Up In The Draft                          |
| 第57話 | ゴリラ大きらい               | Lucy & The Monkey                                         |
| 第58話 | 秘書の椅子を守れ             | Lucy's Substitute Secretary                               |
| 第59話 | ヒッピー族の仲間入り！       | Viv Visits Lucy                                           |
| 第60話 | 泣く子に勝てぬ！             | Lucy, The Baby Sitter                                     |
| 第61話 | 美しい町を救おう（前）       | Main Street U.S.A                                         |
| 第62話 | 美しい町を救おう（後）       | Lucy Puts Main Street On The Map                          |
| 第63話 | 正直者は損をする             | Lucy Meets The Law                                        |
| 第64話 | ピンチをパンチで             | Lucy, The Fight Manager                                   |
| 第65話 | 銀行強盗を捕まえた！         | Lucy Meets Sheldon Leonard                                |
| 第66話 | 能率的にやりましょう         | Lucy & The Efficiency Expert（Lucy And Phil Silvers）     |
| 第67話 | ねむれやねむれ               | Lucy & Pat Collins                                        |
| 第68話 | 億万長者は田舎者             | Lucy & Tennessee Ernie Ford                               |
| 第69話 | ジョンウェインと大西部劇     | Lucy & John Wayne                                         |
| 第70話 | さぼってアタッタ！           | Lucy Gets Trapped                                         |
| 第71話 | あなたとならば               | Lucy & Jacques Bergerac（Lucy And The French Movie Star） |
| 第72話 | 老いてますます               | Little Old Lucy                                           |
| 第73話 | 歌えば楽し！                 | Lucy The Starmaker                                        |
| 第74話 | 壁に耳あり…                  | Lucy Meets The Berles                                     |
| 第75話 | スターにそっくり！           | Lucy And Robert Goulet                                    |
| 第76話 | 不思議な金庫                 | Lucy & Jack Benny'S Account                               |
| 第77話 | ルーシー高校に入る           | Lucy Gets Her Diploma                                     |
| 第78話 | クビになったら               | Lucy Gets Mooney Fired                                    |
| 第79話 | 訴えますわよ！               | Lucy Sues Mooney                                          |
| 第80話 | またこわしたな！             | Lucy Gets Involved                                        |
| 第81話 | ほんとの百万長者？           | Lucy, The Philanthropist                                  |
| 第82話 | お客はだーれ！               | Lucy's Mystery Guest                                      |
| 第83話 | 女勝負師ルーシー             | Lucy And The Pool Hustler                                 |
| 第84話 | 会いたかったわビビアン       | Lucy And Viv Reminisce                                    |
| 第85話 | ムーニーさんのガールフレンド | Mooney's Other Wife                                       |
| 第86話 | また、つかまったわ           | Lucy And The Stolen Stole                                 |
| 第87話 | かわいそうなスター？         | Lucy And The Lost Star                                    |
| 第88話 | 犯人をつかまえた！           | Lucy And Sid Caesar                                       |
| 第89話 | とんだスチュワーデス！       | Lucy And Carol Burnett（Ⅰ）                               |
| 第90話 | みんなでたのしいショー       | Lucy And Carol Burnett（Ⅱ）                               |
| 第91話 | ダンスをおしえましょう       | Lucy Helps Ken Barry                                      |
| 第92話 | 一番好きなボス               | Lucy And The Boss Of The Year Award                       |
| 第93話 | 美しい愛の歌                 | Lucy And Phil Harris                                      |

## 日本での放送時間
いずれも日本時間。
第1シリーズ
- 1963年5月4日～1964年6月27日　土曜21:30～22:00

第2シリーズ
- 1964年11月21日～1965年6月26日　土曜21:30～22:00

第3シリーズ
- 1965年7月3日～9月25日　土曜20:00～20:56

第4シリーズ
- 1966年4月9日～10月1日　土曜21:30～22:00

## 備考

### 脚本のみの回
この番組には、脚本（スクリプト）が書かれたものの、撮影までには至らなかった回がある。第1シーズンに組み込まれるはずだった "Lucy & Viv Fight Over Harry"と、第2シーズンに組み込まれるはずだった"Lucy is a Girl Friday"と"Lucy Plays Basketball"いう回は、いずれも製作上の問題が多すぎて、撮影までには至らなかった。これらの回の詳細は、北米版DVDの第1シーズン及び第2シーズン収録分に含まれている。
　